# Лучанский (Тульская область)
Лучанский — поселок в Куркинском районе Тульской области в составе Самарского сельского поселения.

## География
Находится в юго-восточной части Тульской области на расстоянии приблизительно 3 км на восток-юго-восток по прямой от поселка Куркино, административного центра района.

## История
В 1926 году здесь (Лучанские выселки) было учтено 20 дворов, в конце 1930-х годов — 21.

## Население
Постоянное население составляло 115 человек (1926 год), 26 (русские 100 %) в 2002 году, 9 в 2010.